# One (pronome)
One é um pronome da língua inglesa que não apresenta gênero gramatical, sendo um pronome indefinido. Na língua inglesa, para que haja a concordância verbal, ele é classificado como um pronome singular da terceira pessoa, embora seja usado para referenciar aos pronomes da primeira e da segunda pessoa. Ele, às vezes, é chamado de pronome impessoal, sendo também o equivalente ao "a body" do escocês, ao "on" do francês, ao "uno" do espanhol e ao "man" que se encontra em alemão e em línguas do grupo escandinavo. Este pronome tem a forma possessiva representada como "one's" e também como em sua forma reflexiva o "oneself". E em algumas ocasiões, esse pronome acaba sendo representado pela voz passiva sintética da língua portuguesa.
O pronome "one" possui uma conotação muito formal (particularmente no inglês americano), e por causo disso, ele é frequentemente evitado em situações coloquiais e informais assim como o "you" genérico.

## Etimologia
"One" pode ter surgido como uma imitação da palavra francesa "on" que é derivada da palavra latim "homo", um nominativo singular cujo significado é "humano". Apesar disto, no antigo francês, "hom[me]" significa "homem". Essa palavra é distinta da palavra francesa "un(e)", que é o numeral "um". "One" está ligado à palavra "ein", que pertence ao nórdico antigo, e também está ligado analogamente à "ein" de mesma grafia que pertence ao alto-alemão antigo, o mesmo com a palavra latim "unus".

## Uso popular e básico da palavra "one"
Como um numeral, pode também ser usado como um pronome, como por exemplo:

- One was clean and the other was dirty (um estava limpo e o outro estava sujo).
- Just one girl helped me, not two (apenas uma menina ajudou-me, não duas).

## "One" como umprop-word
Ele pode ser usado também como um prop-word, assim formando frases pronominais com outras determinantes da língua inglesa, como por exemplo, "the one", "this one", "my one", etc.
- Observa os exemplos abaixo:
  - I prefer the blue one (eu prefiro o azul).
  - This one is really good (este aqui é muito bom)

Mesmo que a palavra "one" é respectivamente representada através de pronomes demonstrativos da língua portuguesa, como no exemplo acima, ela também é utilizada como um pronome já mencionado anteriormente.

## Uso
A palavra "one" pode ser usada como o sujeito do verbo, porém, diferente da palavra francesa "on" e da palavra alemã "man", ela pode ser também usada em outras posições gramaticais assim como no sueco. Isso ocorre em afirmações gerais, que são para referir à verdade de qualquer pessoa, e não duma especifica. E mesmo assim ela é utilizada com a intenção de que é para ser usada para referir ao falante.
- Exemplos de uso:
  - Como o sujeito da oração:
    - One cannot help but grow older (não se pode evitar envelhecer).
    - If one were to fail, that would be unfortunate (se falhássemos, seria uma pena).
    - One can yell in public, but it will not be a well-accepted act (pode-se gritar em público, mas não será uma coisa bem vista/aceite).
    - One believes that that is incorrect (acredita-se que isso esteja incorreto; as pessoas acreditam que isso esteja incorreto).

  - Como o objeto da oração:
    - Drunkenness makes one unreliable. (a embriaguez faz de alguém inconfiável; a embriaguez faz de uma pessoa inconfiável; a embriaguez faz das pessoas inconfiáveis; a embriaguez faz de ti inconfiável; a embriaguez faz de você inconfiável; a embriaguez faz de nós inconfiáveis).

### De inglês para português

#### Interpretação
O "one" não possui uma tradução fixa no português, e muito menos uma palavra própria para ele, é por isso que nos exemplos acima houve diversas traduções somente para uma frase em que ele foi empregue. Deve-se prestar bastante atenção a como representá-lo em português (para que não cometa erros de gramática) durante as traduções ou interpretações. A oração abaixo está certa:

- One has to do the right thing when one is wrong (deve-se fazer a coisa certa quando se estiver errado; nós devemos fazer a coisa certa quando (nós) estivermos errados; etc).

O principal objetivo do pronome "one" é generalizar, ou seja, referir a várias pessoas, incluindo o próprio falante de uma forma hipotética e educada para nunca referir somente a uma pessoa diretamente.

## Uso do pronome possessivo "one's"
A forma "one" é sempre fixa independentemente qual sujeito ou objeto seja usado. Ele tem a sua forma possessiva já citada anteriormente como "one's". Abaixo há um exemplo de seu uso:
- One's experiences shape one's expectations (as experiências de alguém moldam as suas (próprias) expectativas; as experiências de uma pessoa moldam as suas (próprias) expectativas; as experiências tuas moldam as tuas (próprias) expectativas; as experiências suas moldam as suas (próprias) expectativas).

## Uso do pronome reflexivo "oneself"
- To quit smoking is like giving oneself a raise (parar de fumar é como dar a ti próprio um aumento).

Essa palavra tem que referir a si própria, obedecendo e concordando com o seu próprio sujeito e objeto, como por exemplo:

- One exhausts oneself (a gente esgota-se; uma pessoa esgota-se).

Caso contrário, estará errado independentemente se sua tradução para o português esteja correta ou tenha o mesmo significado como abaixo:

- A person exhausts oneself (uma pessoa exausta a si própria; uma pessoa exausta a si mesma).

## Semelhanças entre avoz passiva sintéticae o pronome "one"
A voz passiva sintética é uma das vozes verbais da língua portuguesa que têm semelhanças com o pronome "one". No português, essa voz é usada para ocultar o sujeito, ou seja, sem especificar quem ele é, assim evitando que alguém seja mencionado especificamente, enquanto no inglês só é usado como neste último caso. Abaixo há vários exemplos da tradução em português, que representam a voz passiva, e das orações inglesas que utilizam o pronome já citado:
- In my city, one rents many houses (na minha cidade, vendem-se várias casas).
- One usually donates a car per day (doa-se um carro por dia).
- One always helps people (Sempre se ajudam as pessoas).
- One could not ignore the polices (não se podiam ignorar os policiais).

No inglês, como já dito, esse pronome representa a partícula "-se/se" da língua portuguesa que por vez, às vezes, não tem palavras fixas para a tradução dele.